# جون لوکارت
جون لوکارت (انگلیسی: June Lockhart؛ زادهٔ ۲۵ ژوئن ۱۹۲۵) یک هنرپیشه اهل ایالات متحده آمریکا است. وی از سال ۱۹۳۸ میلادی تاکنون مشغول فعالیت بوده‌است.
از فیلم‌ها یا برنامه‌های تلویزیونی که وی در آن نقش داشته است می‌توان به گروهبان یورک، مرا در سنت لوئیس ملاقات کن، گمشده در فضا و همه اینها به اضافه بهشت اشاره کرد.